# Уборок (Лоевский район)
Уборок (бел. Уборак) — агрогородок, центр Уборковского сельсовета Лоевского района Гомельской области Беларуси.

## География

### Расположение
В 29 км на северо-запад от Лоева, 42 км от железнодорожной станции Речица (на линии Гомель — Калинковичи), в 83 км от Гомеля.

### Гидрография
На севере и западе река Брагинка (приток реки Днепр) и мелиоративные каналы.

## Транспортная сеть
Рядом автодорога Брагин — Холмеч. Планировка состоит из прямолинейной улицы, ориентированной с юго-востока на северо-запад, к которой на севере присоединяется зигзагоподобная улица с широтной ориентацией. Застройка двусторонняя, деревянная, усадебного типа.

## История
Обнаруженный археологами курган (в 0,3 км на запад от деревни) свидетельствует о заселении этих мест с давних времён. Современная деревня основана в начале XIX века переселенцами из соседних деревень на землях, купленных у помещика. В 1892 году построена Рождества-Богородицкая деревянная церковь. В 1908 году в Холмечской волости Речицкого уезда Минской губернии.
С 8 июня 1926 года центр Уборковского сельсовета Холмечского, с 4 августа 1927 года Лоевского, с 25 декабря 1962 года Речицкого, с 30 июля 1966 года Лоевского районов Речицкого, с 9 июня 1927 года Гомельского (до 26 июля 1930 года) округов, с 20 февраля 1938 года Гомельской области.
В 1930 году работали начальная школа, отделение потребительской кооперации, машинное общество. В 1930 году организован колхоз «Полесская правда», работали кузница и нефтяная мельница. Во время Великой Отечественной войны оккупанты создали в деревне свой гарнизон, разгромленный партизанами. В 1943 году каратели сожгли 27 дворов и убили 11 жителей (похоронены в могиле жертв фашизма в колхозном саду). В боях за деревню и окрестности в ноябре 1943 года погибли 540 советских солдат, в их числе Герои Советского Союза К. Х. Ахметшин, А. П. Сухарев, К. К. Хайбуллин (похоронены в братской могиле в центре деревни).
Согласно переписи 1959 года центр совхоза имени В. И. Ленина (ныне КСУП «Урожайный»); располагались швейная мастерская, средняя и музыкальная школы, Дом культуры, библиотека, детский сад, больница, амбулатория, аптека, ветеринарный участок, отделение связи, 2 магазина.
В состав Уборковского сельсовета до 1982 года входила деревня Дубровка (ныне не существует).

## Население

### Численность
- 1999 год — 265 хозяйств, 716 жителей

### Динамика
- 1897 год — 30 дворов, 188 жителей (согласно переписи)
- 1908 год — 44 двора, 372 жителя
- 1930 год — 55 дворов, 249 жителей
- 1940 год — 83 двора, 340 жителей
- 1959 год — 288 жителей (согласно переписи)
- 1999 год — 265 хозяйств, 716 жителей

## Известные уроженцы
- Верховодько, Владимир Михайлович (1918—1999) — Герой Социалистического Труда
- Железняк, Виталий Игнатьевич (1937—2012) — Герой Социалистического Труда[1]